# David Zec
David Zec (Kranj, 5 gennaio 2000) è un calciatore sloveno, difensore dell'Holstein Kiel.

## Statistiche

### Presenze e reti nei club
Statistiche aggiornate al 13 ottobre 2023.
| Stagione         | Squadra          | Campionato       | Campionato | Campionato | Coppe nazionali | Coppe nazionali | Coppe nazionali | Coppe continentali | Coppe continentali | Coppe continentali | Altre coppe | Altre coppe | Altre coppe | Totale | Totale |
| Stagione         | Squadra          | Comp             | Pres       | Reti       | Comp            | Pres            | Reti            | Comp               | Pres               | Reti               | Comp        | Pres        | Reti        | Pres   | Reti   |
| ---------------- | ---------------- | ---------------- | ---------- | ---------- | --------------- | --------------- | --------------- | ------------------ | ------------------ | ------------------ | ----------- | ----------- | ----------- | ------ | ------ |
| apr.-mag. 2017   | Triglav          | 2.SNL            | 2          | 1          | CS              | -               | -               | -                  | -                  | -                  | -           | -           | -           | 2      | 1      |
| 2017-2018        | Triglav          | 1.SNL            | 29+2       | 1          | CS              | 0               | 0               | -                  | -                  | -                  | -           | -           | -           | 31     | 1      |
| Totale Triglav   | Totale Triglav   | Totale Triglav   | 31+2       | 1          |                 | 0               | 0               |                    | -                  | -                  |             | -           | -           | 33     | 1      |
| 2018-2019        | Benfica B        | SL               | 7          | 0          | -               | -               | -               | -                  | -                  | -                  | -           | -           | -           | 7      | 0      |
| 2019-2020        | Benfica B        | SL               | 2          | 0          | -               | -               | -               | -                  | -                  | -                  | -           | -           | -           | 2      | 0      |
| Totale Benfica B | Totale Benfica B | Totale Benfica B | 9          | 0          |                 | -               | -               |                    | -                  | -                  |             | -           | -           | 9      | 0      |
| ott. 2020-2021   | Ruch L'viv       | PL               | 9          | 0          | CU              | 0               | 0               | -                  | -                  | -                  | -           | -           | -           | 9      | 0      |
| 2021-2022        | Celje            | 1.SNL            | 29         | 4          | CS              | 0               | 0               | -                  | -                  | -                  | -           | -           | -           | 29     | 4      |
| 2022-2023        | Celje            | 1.SNL            | 34         | 2          | CS              | 3               | 0               | -                  | -                  | -                  | -           | -           | -           | 37     | 2      |
| 2023-2024        | Celje            | 1.SNL            | 11         | 1          | CS              | 3               | 0               | UECL               | 6                  | 0                  | -           | -           | -           | 20     | 1      |
| Totale Celje     | Totale Celje     | Totale Celje     | 74         | 7          |                 | 6               | 0               |                    | 6                  | 0                  |             | -           | -           | 86     | 7      |
| Totale carriera  | Totale carriera  | Totale carriera  | 123+2      | 9          |                 | 6               | 0               |                    | 6                  | 0                  |             | -           | -           | 137    | 9      |

### Cronologia presenze e reti in nazionale
| Cronologia completa delle presenze e delle reti in nazionale ― Stati Uniti | Cronologia completa delle presenze e delle reti in nazionale ― Stati Uniti | Cronologia completa delle presenze e delle reti in nazionale ― Stati Uniti | Cronologia completa delle presenze e delle reti in nazionale ― Stati Uniti | Cronologia completa delle presenze e delle reti in nazionale ― Stati Uniti | Cronologia completa delle presenze e delle reti in nazionale ― Stati Uniti | Cronologia completa delle presenze e delle reti in nazionale ― Stati Uniti | Cronologia completa delle presenze e delle reti in nazionale ― Stati Uniti |
| Data                                                                       | Città                                                                      | In casa                                                                    | Risultato                                                                  | Ospiti                                                                     | Competizione                                                               | Reti                                                                       | Note                                                                       |
| -------------------------------------------------------------------------- | -------------------------------------------------------------------------- | -------------------------------------------------------------------------- | -------------------------------------------------------------------------- | -------------------------------------------------------------------------- | -------------------------------------------------------------------------- | -------------------------------------------------------------------------- | -------------------------------------------------------------------------- |
| 20-1-2024                                                                  | San Antonio                                                                | Stati Uniti                                                                | 0 – 1                                                                      | Slovenia                                                                   | Amichevole                                                                 | -                                                                          |                                                                            |
| 10-6-2025                                                                  | Celje                                                                      | Slovenia                                                                   | 2 – 1                                                                      | Bosnia ed Erzegovina                                                       | Amichevole                                                                 | -                                                                          | 90+3’                                                                      |
| Totale                                                                     |                                                                            | Presenze                                                                   | 2                                                                          |                                                                            | Reti                                                                       | 0                                                                          |                                                                            |

## Palmarès

### Club

#### Competizioni nazionali
- Druga slovenska nogometna liga: 1

Triglav: 2016-2017
- Campionato sloveno: 1

Celje: 2023-2024